# Kōki Mitani
Kōki Mitani (Setagaya, 8 luglio 1961) è uno sceneggiatore e regista giapponese.

## Biografia
Nato a Setagaya nel 1961, si avvicina agli studi cinematografici mediante l'Università Nihon. Appassionato di gialli, in particolare di Sherlock Holmes e di Colombo, Mitani è noto per dare alle sue opere un taglio particolarmente "teatrale", e per avere un novero di collaboratori frequenti che chiama in quasi tutte le sue lavorazioni. Nel 2017 ha ricevuto la medaglia d'onore con nastro viola per meriti artistici. Nel 2022 gli è stato conferito il Kikuchi Kan Prize, riservato a coloro che contribuiscono a diffondere la cultura giapponese.

## Filmografia

### Regista
- Rajio no jikan (1997)
- Minna no ie (2001)
- The Uchōten Hotel (2006)
- The Magic Hour (2008)
- Suteki na kanashibari (2010)
- Kiyosu kaigi (2013)
- Galaxy kaidō (2015)
- Kioku ni gozaimasen (2019)